# Каракай Юрій Васильович
Ю́рій Васи́льович Карака́й (20 травня 1967 , Немішаєве, Київська область ) — український політик, член Партії регіонів. Радник Президента України — керівник Головного управління з питань реформування соціальної галузі.
Народився 20 травня 1967 (смт Немішаєве, Бородянський район, Київська область); дружина Ірина Володимирівна (1968); син Олександр (1995).

## Освіта
- Київський інженерно-будівельний інститут (1991), інженер-будівельник, «Міське будівництво»;
- Вища школа підприємництва Київського державного економічного університету (1993), спеціаліст в галузі управління зовнішньоекономічною діяльністю;
- Українська академія зовнішньої торгівлі (2002), магістр міжнародного права;
- Кандидатська дисертація «Експортний маркетинг будівельних матеріалів» (Київський національний економічний університет, 2002).

## Кар'єра
- 1985—1987 — служба в армії.
- 1991—1992 — комерційний директор керамічної майстерні Центру науково-тех. творчості молоді Київ. інж.-буд. інституту; директор підприємства «Звезда»; директор з зовнішньоек. питань «Української промислово-інвестиційної групи».
- 1992—1993 — директор укр.-нім. СП «Юрвест».
- 1993—1997 — головний економіст, помічник заступника Міністра, заступник начальника управління Міністерства зовнішніх економічних зв'язків і торгівлі України.
- 1997—2002 — головний спеціаліст, завідувач відділу зовнішньоек. зв'язків і галузевих питань, завідувач відділу з питань зовнішньоекономічної політики Головного управління з питань економічної політики Адміністрації Президента України.
- 11.2002-02.2005 — радник Прем'єр-міністра України[4][5].
- 2005—2006 — перший віце-президент асоціації «Український національний комітет Міжнародної торгової палати».

Радник Президента України (поза штатом) (з 10.2012).
Державний службовець 4-го рангу (07.2000), 3-го рангу (09.2002).

## Політична діяльність
Народний депутат V скликання 04.2006-11.2007 від Партії регіонів, № 164 в списку. На час виборів: перший віце-президент асоціації «Український національний комітет Міжнародної торгової палати», член ПР. Член фракції Партії регіонів (з 05.2006). Голова підкомітету з питань інноваційної діяльності Комітету з питань науки і освіти (з 07.2006).
Народний депутат VI скликання 11.2007-12.2012 від Партії регіонів, № 167 в списку. На час виборів: народний депутат України, член ПР. Член фракції Партії регіонів (з 11.2007). Член Комітету з питань фінансів і банківської діяльності (з 12.2007), голова підкомітету з питань кредитно-грошової політики (з 01.2008). Заступник голови Комітету з питань фінансів і банківської діяльності (12.2007-03.2011), член Комітету з питань фінансів, банківської діяльності, податкової та митної політики (з 03.2011).
В 2012 голосував за скандальний Закон України «Про засади державної мовної політики», відомий як «Закон Ківалова-Колесніченка», який пізніше Конституційний суд визнав неконституційним і таким, що втратив чинність.

## Відзнаки
- Почесна грамота Кабінету Міністрів України (12.2004)[9].
- Заслужений діяч науки і техніки України (08.2010)[10].